# Квітнева вулиця (Київ, Подільський район)
Квітне́ва вулиця — зникла вулиця, що існувала в Подільському районі міста Києва, місцевість Пріорка. Пролягала від проспекту «Правди».
Прилучався Квітневий провулок.

## Історія
Виникла в 1-й половині XX століття (вперше зафіксована на карті Києва 1943 року) під назвою Польовий провулок. Назву Квітнева вулиця отримала 1955 року. Ліквідована у зв'язку зі зміною забудови на початку 1980-х років.